# Off The Grid (álbum de Abney Park)
Off The Grid es el undécimo álbum de estudio de Abney Park.

## Lista de canciones
| N.º | Título                                 | Duración |  |
| 1.  | «Off The Grid»                         | 2:56     |  |
| 2.  | «The Ballad Of Ranch Hand Robbie»      | 3:53     |  |
| 3.  | «I’ve Been Wrong Before»               | 3:05     |  |
| 4.  | «Bad Things Coming»                    | 3:09     |  |
| 5.  | «Evil Man»                             | 3:27     |  |
| 6.  | «To The Apocalypse In Daddy’s Sidecar» | 3:54     |  |
| 7.  | «The Wrong Side»                       | 2:45     |  |
| 8.  | «Stigmata Martyr»                      | 4:11     |  |
| 9.  | «Aether Shanties»                      | 2:31     |  |
| 10. | «Increased Chances (The Apocalypse)»   | 3:15     |  |
| 11. | «Space Cowboy»                         | 2:50     |  |
| 12. | «Neither One Lets Go»                  | 3:12     |  |

## Créditos
- Robert Brown - voz, derbake, acordeón diatónico, armónica, buzuki
- Kristina Erickson - teclado, piano
- Josh Goering - guitarra
- Titus Munteanu – violín
- Daniel Cederman - bajo, guitarra acústica
- Jody Ellen - voces secundarias